# Silent Hill: Orphan
Silent Hill: Orphan — первая игра франшизы Silent Hill, выпущенная для мобильных телефонов. Стиль геймплея — point-and-click; перспектива — от первого лица.

## Сюжет
Действие происходит в городе Сайлент-Хилл, а точнее в заброшенном детском приюте то ли названном в честь, то ли принадлежавшем некоему Шепарду (а возможно и некой). Сюжет разделён на три главы, по одной на каждого из трёх играбельных персонажей.
В первой главе под управление игрока попадает Бен — сирота, некогда проживавший в этом приюте. Тридцать лет назад ему, тогда ещё находясь в приюте, повезло пережить ночь, когда таинственным образом погибли почти все воспитатели и дети. Спустя столько лет он решил вернуться в учреждение, надеясь узнать что же произошло на самом деле. Исследуя детский дом, он неожиданно услышал человеческий крик, раздавшийся из вентиляционной шахты. Кричащим оказалась девушка по имени Карен, запертая в кладовке, куда она не помнит как попала. Бен решает спасти её. По пути он находит странный красный символ в ванной комнате. Вскоре приют трансформируется в свою потустороннюю форму, полную крови, гротескных интерьеров и монстров. Продолжая поиски кладовки, Бен находит документы, в которых говорится, что в детстве у него обнаружили рак. В конце концов он находит старую душевую, где на него нападают.
Начинается вторая глава, под управление игроку попадает Мун — ещё одна сирота, также тридцать лет назад пережившая последнюю для большинства обитателей приюта ночь. Она находит труп Бена в душевой, где с ней начинает говорить голос, велящий совершить самоубийство с помощью ножниц. Но Мун использует их чтобы решить головоломку, которая приводит её к письму от неё к её родителям, которого она не могла написать. Добравшись до места, где могло находиться письмо, она вновь сталкивается с голосом и подвергается нападению тех же сил, что убили Бена.
В третьей главе главным героем становится Карен, запертая в кладовке без единой возможности выбраться. Услышав голос человека (Бена) из вентиляционной шахты, она успокаивается и ложится спать. Когда она просыпается, то замечает что дверь кладовки открыта. Карен выбирается наружу и попадает в душевую, где находит труп. Девушка почти ничего не помнит и принимается ходить по приюту, надеясь вернуть свою память. Карен узнаёт, что неведомый голос, с которым дважды столкнулась Мун, принадлежал Алессе — сестре Карен. В конце главы и игры, у двух сестёр происходит встреча в комнате в потустороннем мире. Выясняется, что Алесса захотела отомстить за то, что попала в детский дом. Введя Карен в транс, она заставила её перебить всех воспитанников и персонал детского дома. Затем Алесса спускает на сестру монстра. Когда Карен побеждает его, Алесса говорит: «Навести Мун. Она ждёт».